# Onesia clausa
Onesia clausa är en tvåvingeart som först beskrevs av Macquart 1848.  Onesia clausa ingår i släktet Onesia och familjen spyflugor. Inga underarter finns listade i Catalogue of Life.